# Keyk-e mahbub-e man
Keyk-e mahbub-e man é um filme de tragicomédia romântica de 2024, coescrito e dirigido por Maryam Moghaddam e Behtash Sanaeeha, e estrelado por Lily Farhadpour e Esmail Mehrabi. O filme conta a história de uma mulher que decide viver seus desejos em um país onde os direitos das mulheres são severamente restringidos.
A coprodução internacional entre Irã, França, Suécia e Alemanha teve sua estreia mundial em 16 de fevereiro de 2024, na competição principal do Urso de Ouro do 74º Festival Internacional de Cinema de Berlim. Os cineastas foram proibidos de viajar durante a pós-produção e de comparecer à estreia em Berlim pelo governo iraniano.

## Enredo
Mahin, de 70 anos, é viúva há 30 anos e seus dois filhos moram no exterior. Ela vive uma vida solitária em Teerã. Mas um dia, decide se juntar aos amigos para o chá da tarde e encontra uma nova chama em seu coração. Ela conhece alguém que a faz sentir-se viva novamente, e a noite traz surpresas e memórias imprevisíveis.

## Elenco
- Lily Farhadpour como Mahin
- Esmail Mehrabi como Faramarz

## Produção

### Financiamento
A obra esteve entre os seis primeiros filmes selecionados para a primeira rodada do esquema New Dawn após seu lançamento em 2022.
O filme, o terceiro da dupla iraniana de roteiristas e diretores Maryam Moqadam e Behtash Sanaeeha, é uma coprodução da FilmSazan Javan (Irã), Caractères Productions (França), HOBAB (Suécia) e Watchmen Productions (Alemanha). Foi apoiado pelo Instituto Sueco de Cinema, Sveriges Television, New Dawn, ZDF/ARTE, Medienboard Berlin-Brandenburg, o Fundo Mundial do Cinema, o Aide aux cinemas du monde do CNC, o Institut Français, a região de Île-de-France, Eurimages e o Mercado de Coprodução da Berlinale.

### Ação iraniana contra os diretores
Em setembro de 2023, quando Moghaddam e Sanaeeha quiseram viajar para Paris para a pós-produção do filme, seus passaportes foram confiscados e eles foram ameaçados com acusações criminais. Isso ocorreu após uma invasão na casa do editor do filme pelas forças de segurança iranianas, durante a qual apreenderam juncos e outros materiais relacionados à produção. A mídia viu uma conexão nessas ações com seu aclamado filme de 2020, Balada de uma Vaca Branca, que encontrou a ira do rígido governo islâmico do Irã. Em dezembro de 2023, aproximadamente 30 organizações cinematográficas, festivais e cineastas, bem como organizações não governamentais pela liberdade de expressão, escreveram uma carta aberta pedindo às autoridades iranianas que retirassem imediatamente todas as acusações contra a dupla e levantassem sua proibição de viajar. Os signatários incluíam a Berlinale, a Coalizão Internacional para Cineastas em Risco (ICFR) e a PEN America.
Em janeiro de 2024, após sua nomeação para competir na 74ª Berlinale, o festival voltou a exigir liberdade de viagem e liberdade de expressão para a dupla de diretores.
Em dezembro de 2024, os diretores, proibidos de fazer filmes, trabalhar e viajar, foram julgados no Irã, mantidos na prisão de Evin, por propaganda contra o regime, quebra de regras islâmicas ao fazer um filme vulgar e espalhar prostituição e libertinagem.

## Lançamento
Keyk-e mahbub-e man teve sua estreia mundial em 16 de fevereiro de 2024, como parte do 74º Festival Internacional de Cinema de Berlim, em competição. O governo iraniano não permitiu a presença dos diretores, então eles emitiram uma declaração a ser lida na exibição pela atriz Lily Farhadpour, incluindo estas palavras:
Chegamos à conclusão de que não é mais possível contar a história de uma mulher iraniana obedecendo a leis rígidas como a obrigatoriedade do hijab. Mulheres para as quais as linhas vermelhas impedem a representação de suas verdadeiras vidas, como seres humanos plenos. Desta vez, decidimos cruzar todas as linhas vermelhas restritivas e aceitar as consequências da nossa escolha de pintar um retrato real de mulheres iranianas – imagens que foram proibidas no cinema iraniano desde a Revolução Islâmica...
"Meu Bolo Favorito" é um filme feito em louvor à vida. Esta é uma história baseada na realidade do cotidiano de mulheres de classe média no Irã, um olhar atento sobre a solidão de uma mulher ao entrar em seus anos dourados. Uma visão da realidade da vida das mulheres que raramente é contada. É uma história que contraria a imagem comum das mulheres iranianas e se assemelha às histórias de vida de muitas pessoas solitárias neste planeta, sobre saborear os momentos curtos e doces da vida...
Senhoras e senhores, dedicamos com orgulho nossa exibição de estreia às mulheres honradas e corajosas do nosso país que foram para a linha de frente da luta pela mudança social, que estão tentando derrubar os muros de crenças ultrapassadas e fossilizadas e que sacrificam suas vidas para alcançar a liberdade.
Foi exibido no Lichter Filmfest Frankfurt International em 20 de abril de 2024. O filme também foi exibido na seção Horizons do 58º Festival Internacional de Cinema de Karlovy Vary em 28 de junho de 2024.
No Canadá, o filme foi exibido nas Apresentações Especiais do Cinéfest Sudbury International Film Festival de 2024, realizado de 14 a 22 de setembro de 2024 em Sudbury, Ontário. Também foi destaque em galas e apresentações especiais do Vancouver International Film Festival de 2024 e foi exibido em 2 de outubro de 2024.
Foi exibido no final de outubro em competição no 69º Festival Internacional de Cinema de Valladolid para o Golden Spike, e em 25 de outubro no Festival de Cinema de Adelaide, na Austrália; depois no Festival Internacional de Cinema de Chicago, onde ganhou o Silver Hugo de melhor novo diretor. Em 28 de outubro de 2024, o filme foi exibido no 37º Festival Internacional de Cinema de Tóquio na seção "Empoderamento Feminino".
A empresa de vendas e produção Totem Films, sediada em Paris, adquiriu os direitos de venda internacional do filme antes de sua estreia mundial na Berlinale.

## Recepção
No site agregador de críticas Rotten Tomatoes, o filme tem um índice de aprovação de 100% com base em 33 avaliações, com uma classificação média de 8,30/10.
Peter Bradshaw, ao fazer uma crítica para o The Guardian, avaliou o filme com 5 estrelas de 5 e abordou a controvérsia atual em que Maryam Moghaddam e Behtash Sanaeeha, os diretores do filme, foram impedidos de viajar para Berlim para assistir à sua própria estreia; ele escreveu: "Assim como todo o resto, este filme maravilhosamente doce e engraçado contribuirá para o debate sobre se os regimes repressivos são o berçário da grandeza artística". Bradshaw elogiou a atuação da dupla principal e concluiu a crítica classificando o filme como adorável e escreveu: "Há algo silenciosamente magnífico nele, pois momentos como esses na vida são pungentemente breves – mas muitos nunca os têm.
Jessica Kiang, escrevendo na Variety, deu uma crítica positiva e disse: "O que falta em ousadia, o filme certamente compensa na qualidade de suas atuações..." Leslie Felperin, ao analisar o filme para o The Hollywood Reporter, apelidou-o de "Uma deliciosa fatia da vida" e opinou: "Moghaddam, Sanaeeha e os atores transformam esta peça em um dervixe rodopiante de sedução de idosos, executado com timing cômico de primeira, coreografia precisa tanto para a câmera quanto para os próprios personagens, e um dos maiores cortes bruscos de todos os tempos." Serena Seghedoni, ao analisar na Berlinale no Loud And Clear Reviews, concedeu 4 estrelas e escreveu: "Keyk-e mahbub-e man é uma história que absolutamente precisa ser contada: o conto comovente, hilário, doce, devastador e trágico de uma mulher que um dia ousa ser livre."
Robert Daniels, do RogerEbert.com, comparou a personagem Mahin à protagonista do drama georgiano Blackbird Blackbird Blackberry, escrevendo: "cada mulher busca um tipo de relacionamento outonal, desafiando seus arredores opressivos antes que seja tarde demais".